# Hera Hilmar
Pour les articles homonymes, voir Hilmar.
Hera Hilmar, née Hera Hilmarsdóttir le 27 décembre 1988, est une actrice islandaise.

## Biographie
Hera Hilmar est la fille de l'actrice Þórey Sigþórsdóttir et du réalisateur Hilmar Oddsson.

## Filmographie partielle

### Au cinéma
- 1995 : Tár úr steini
- 1998 : No Trace : Barn
- 2007 : Skaup :
- 2007 : Veðramót
- 2008 : Smáfuglar
- 2008 : Svartir englar
- 2010 : Hamarinn
- 2012 : Anna Karénine : Varya
- 2013 : Le Cinquième Pouvoir : Wikileaks Staffer #2
- 2013 : We Are the Freaks : Iona
- 2014 : Get Santa : WPC Boyle
- 2014 : Vonarstræti : Eik
- 2016 : Alleycats : Trix
- 2016 : The Oath - Le Serment d'Hippocrate : Anna
- 2017 : An Ordinary Man : Tanja
- 2017 : Le Lieutenant ottoman de Joseph Ruben : Lillie
- 2017 : Sumarbörn
- 2018 : Mortal Engines de Christian Rivers : Hester Shaw
- 2018 : The Ashram : Sophie

Prochainement :
- Svar við bréfi : Helga

### À la télévision
- 2012 : Leaving : Paulina
- 2012 : Un monde sans fin : Margery
- 2013 : Da Vinci's Demons : Vanessa Moschella
- 2016 : Harley and the Davidsons : Emma Rosenheim/Emma Davidson
- 2019-2022 : See : Maghra Kane

## Distinctions
- (en) Hera Hilmar: Awards, sur l'Internet Movie Database